# Лобату, Николау
Николау душ Реиш Лобату (порт. Nicolau dos Reis Lobato; 24 мая 1946, Soibada, Португальский Тимор — 31 декабря 1978, Минделу, Восточный Тимор) — борец за независимость Восточного Тимора, и. о. президента (1977—1978) во время оккупации со стороны Индонезии.

## Биография

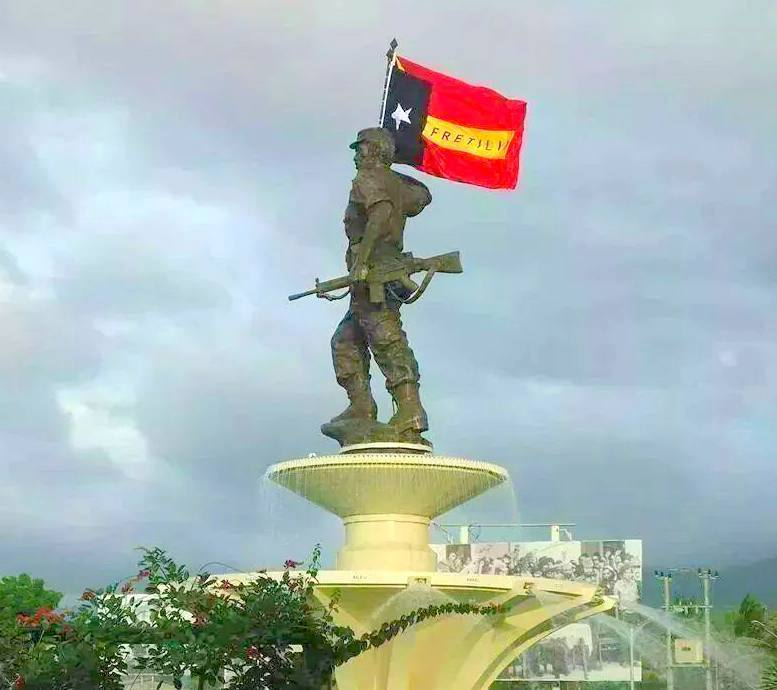
Памятник Николау Лобату

Первоначально обучался в семинарии, но отказался от духовного образования, перешёл в лицей доктора Франсишку Мачаду в Дили, где изучал философию, политологию, управление и португальский язык. Затем проходил службу в португальской армии. В 1968 году, по её завершении, работал советником в комиссии Восточного Тимора по вопросам сельского хозяйства, затем в финансовой службе — где отвечал за вопросы финансирования госслужащих.
В 1974 году стал одним из основателей партии Революционный фронт за независимость Восточного Тимора (ФРЕТИЛИН), став её вице-председателем. В 1975 году сыграл значимую роль в процессе деколонизации от Португалии и провозглашения независимости Восточного Тимора в ноябре 1975 году был назначен первым-премьер-министром страны. Однако уже через девять дней после этого индонезийские войска занимают Восточный Тимор и начинают массовые убийства, жертвой которых становится и супруга Николау Изабел Баррету Лобату.
Лобато становится одним из лидеров движения сопротивления. В 1976 году он был назначен командующим вооружёнными силами ФРЕТИЛИН, в 1977 году — председателем партии. В 1977—1978 годах являлся президентом Восточного Тимора. К декабрю 1978 году индонезийская армия уничтожила до 80 % бойцов ФРЕТИЛИН, отряд Лобато попал в окружение и сам он со словами «Моя последняя пуля — моя победа» застрелился, чтобы не попасть в плен к оккупантам. Согласно другим источникам, был убит индонезийцами.
Сегодня Лобату на своей родине считается наиболее значительным борцом за независимость, в его честь были названы новый международный аэропорт в Дили и тренировочный центр Вооружённых сил Восточного Тимора.